# Измайловка (Липецкая область)
Измайловка — деревня Спешнево-Ивановского сельсовета Данковского района Липецкой области.

## География
Измайловка расположена южнее деревни Баловинки. Через деревню протекает река и проходит автодорога 42К-122. По северу деревни проходит железнодорожная линия.

### Улицы
- ул. Береговая
- ул. Новая
- ул. Центральная
- пер. Луговой
- пер. Школьный

## Население
| 1859 | 1897 | 1906 | 2010 |
| ---- | ---- | ---- | ---- |
| 530  | ↘510 | ↗676 | ↘81  |